# Campeonato Mundial de Ciclismo en Grava de 2022
El I Campeonato Mundial de Ciclismo en Grava se celebró en Véneto (Italia) entre el 8 y el 9 de octubre de 2022 bajo la organización de la Unión Ciclista Internacional (UCI) y la Federación Italiana de Ciclismo.

## Programa
El programa de competiciones fue el siguiente:
| Día          | Evento          | Trayecto           | Distancia (km) | Ganador                           |
| ------------ | --------------- | ------------------ | -------------- | --------------------------------- |
| 8 de octubre | Élite femenino  | Vicenza–Cittadella | 139,2          | Pauline Ferrand-Prévot ( Francia) |
| 9 de octubre | Élite masculino | Vicenza–Cittadella | 194,1          | Gianni Vermeersch ( Bélgica)      |

## Medallistas
| Evento    | Oro                            | Plata               | Bronce                              |
| --------- | ------------------------------ | ------------------- | ----------------------------------- |
| Masculino | Gianni Vermeersch · Bélgica    | Daniel Oss · Italia | Mathieu van der Poel · Países Bajos |
| Femenino  | Pauline Ferrand-Prévot Francia | Sina Frei · Suiza   | Chiara Teocchi · Italia             |

### Masculino
| Puesto            | Ciclista             | País            | Tiempo  |
| ----------------- | -------------------- | --------------- | ------- |
| Medalla de oro    | Gianni Vermeersch    | Bélgica         | 5:10:40 |
| Medalla de plata  | Daniel Oss           | Italia          | 5:11:23 |
| Medalla de bronce | Mathieu van der Poel | Países Bajos    | 5:12:08 |
| 4                 | Greg Van Avermaet    | Bélgica         | 5:12:09 |
| 5                 | Yevgueni Fiodorov    | Kazajistán      | 5:12:19 |
| 6                 | Magnus Cort-Nielsen  | Dinamarca       | 5:12:19 |
| 7                 | Alessandro De Marchi | Italia          | 5:12:20 |
| 8                 | Zdeněk Štybar        | República Checa | 5:12:26 |

### Femenino
| Puesto            | Ciclista               | País      | Tiempo  |
| ----------------- | ---------------------- | --------- | ------- |
| Medalla de oro    | Pauline Ferrand-Prévot | Francia   | 4:09:06 |
| Medalla de plata  | Sina Frei              | Suiza     | 4:09:06 |
| Medalla de bronce | Chiara Teocchi         | Italia    | 4:09:17 |
| 4                 | Jade Treffeisen        | Alemania  | 4:09:17 |
| 5                 | Barbara Guarischi      | Italia    | 4:09:33 |
| 6                 | Tiffany Cromwell       | Australia | 4:09:46 |
| 7                 | Ilaria Sanguineti      | Italia    | 4:10:08 |
| 8                 | Letizia Borghesi       | Italia    | 4:12:14 |

## Medallero
| Núm. | País         | Oro | Plata | Bronce | Total |
| ---- | ------------ | --- | ----- | ------ | ----- |
| 1    | Bélgica      | 1   | 0     | 0      | 1     |
| 1    | Francia      | 1   | 0     | 0      | 1     |
| 3    | Italia       | 0   | 1     | 1      | 2     |
| 4    | Suiza        | 0   | 1     | 0      | 1     |
| 5    | Países Bajos | 0   | 0     | 1      | 1     |
|      | TOTAL        | 2   | 2     | 2      | 6     |